# Cascades Derna
Les cascades Derna (àrab: شلال درنة, xalāl Darna) són unes cascades d'aigua dolça que es troben les muntanyes del Jàbal al-Akhdar, al sud de la ciutat de Derna, a la regió del nord de Cirenaica, a l'est de Líbia.
Les cascades tenen una altura d'uns 20 metres. Es localitzen aproximadament a 7 km del centre de Derna, al districte de Derna.